# Ferrals-les-Montagnes
Ferrals-les-Montagnes – miejscowość i gmina we Francji, w regionie Oksytania, w departamencie Hérault. Przez miejscowość przepływa rzeka Cesse. 
Według danych na rok 1990 gminę zamieszkiwało 112 osób, a gęstość zaludnienia wynosiła 4 osoby/km² (wśród 1545 gmin Langwedocji-Roussillon Ferrals-les-Montagnes plasuje się na 790. miejscu pod względem liczby ludności, natomiast pod względem powierzchni na miejscu 225.).